# Colossus (ordinateur)
Pour les articles homonymes, voir Colossus (homonymie).

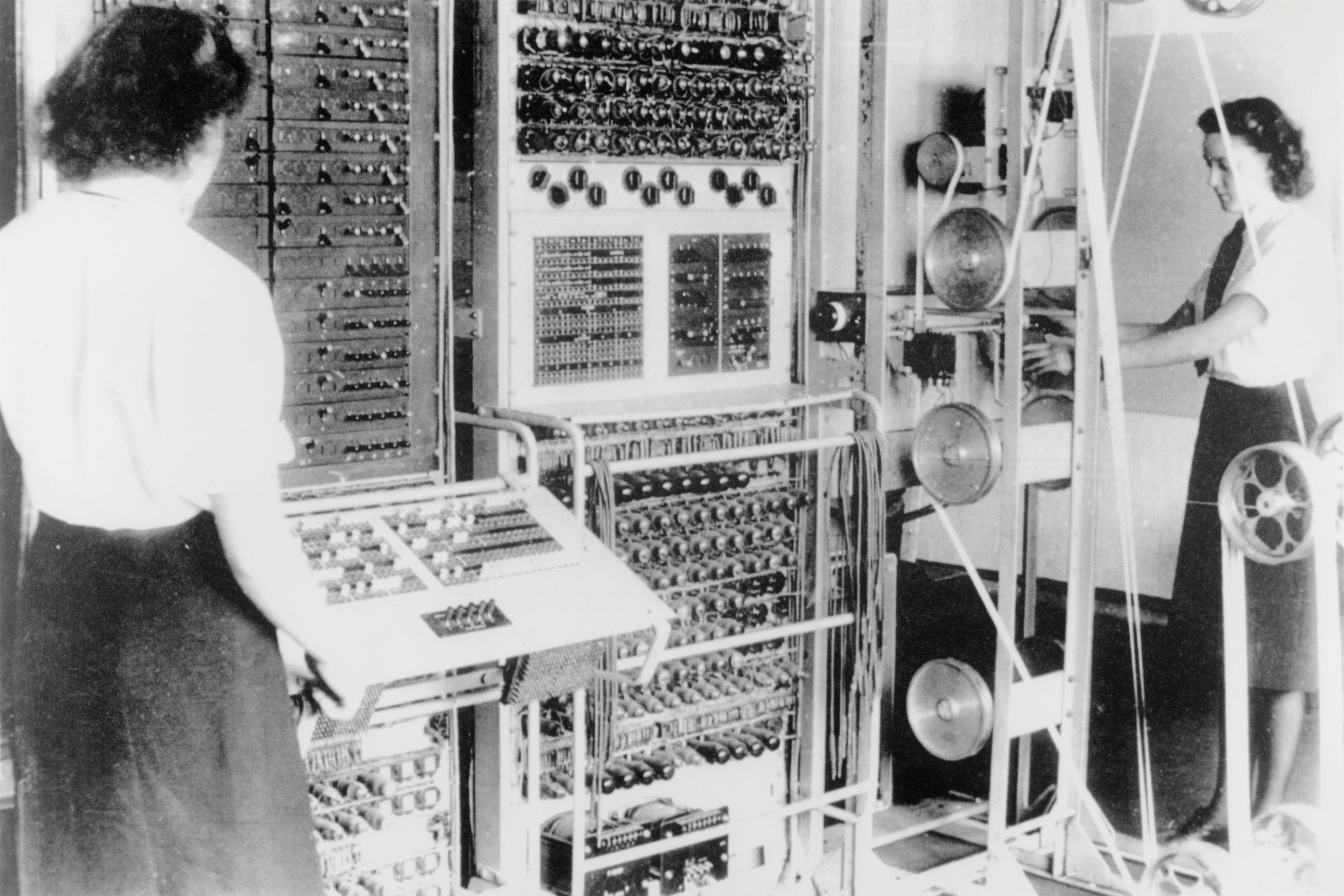
Cinq fois plus rapide, le Colossus Mark II, lancé en juin 1944, ici activé par le corps des WREN. Le panneau incliné à gauche sert à entrer les clefs de Lorenz, la sortie papier est à droite.

Colossus est une série de calculateurs électroniques fondés sur le système binaire. Le premier, Colossus Mark 1, est construit en l’espace de onze mois et opérationnel en décembre 1943, par une équipe dirigée par Thomas “Tommy” Flowers et installé près de Londres, à Bletchley Park : constitué de 1 500, puis 2 400 tubes à vide, il accomplissait 5 000 opérations par seconde. Il était utilisé pendant la Seconde Guerre mondiale pour la cryptanalyse du code Lorenz. Plus rapide, le Colossus Mark II servit notamment pour le lancement surprise du débarquement de Normandie.

## La machine
Les caractéristiques novatrices significatives de la machine étaient les suivantes :
- circuits électroniques binaires à grande échelle ;
- signal d'horloge cadençant l'ensemble des opérations de la machine. La fréquence d'horloge de 5 kHz[2] pouvait être abaissée à presque zéro pour faire du pas à pas ;
- registre à décalage à 5 étages ;
- isolation électrique des circuits de calcul des registres de sortie pour améliorer la fiabilité.

## Chiffrement

### Machine de Lorenz

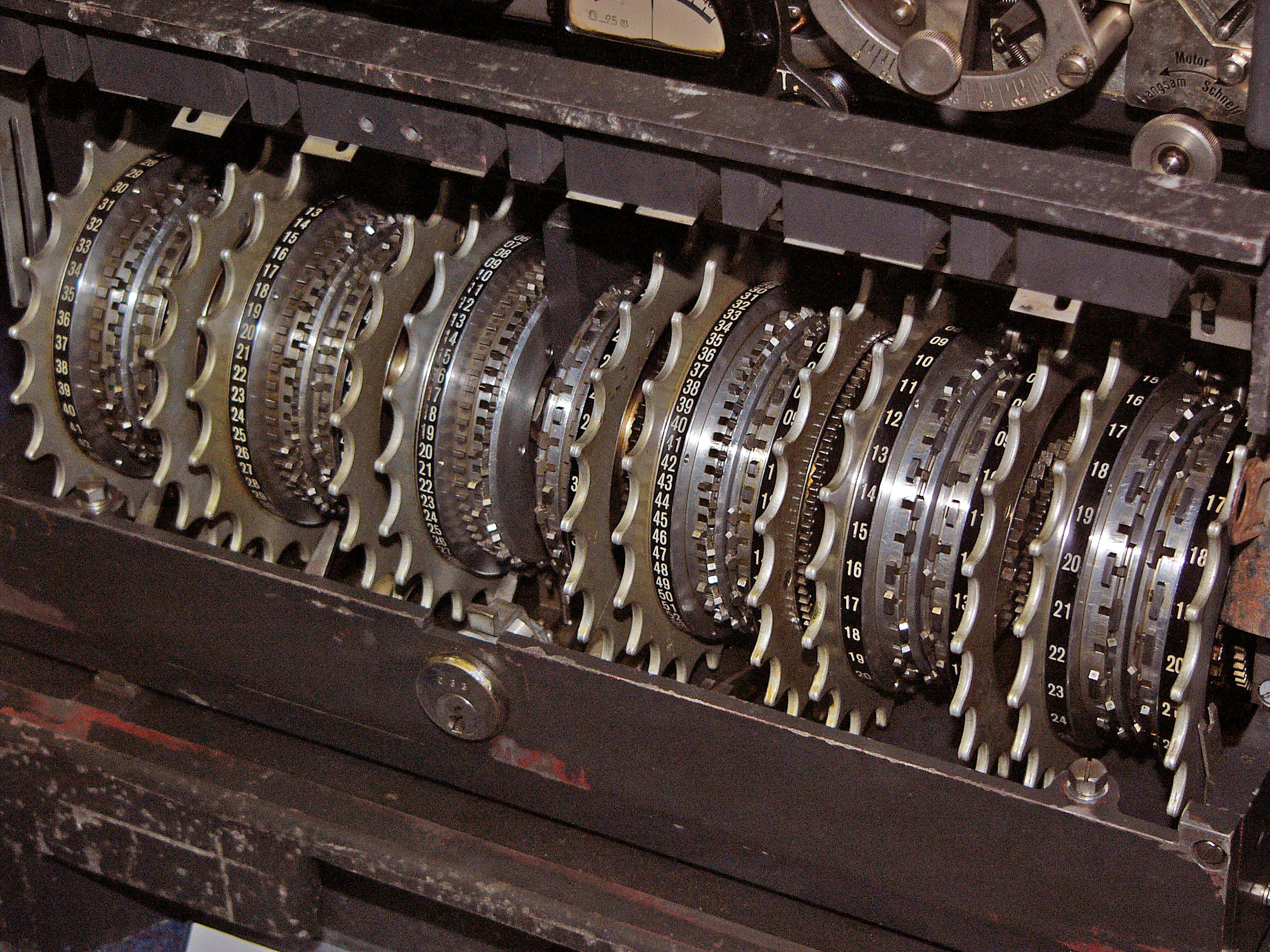
Les machines Lorenz SZ avaient 12 roues, chacune avec un nombre différent de dents (ou cames).

Il existe une certaine confusion entre les machines Enigma et Lorenz. Le chiffrement Enigma est le plus connu et fut le plus utilisé en volume. Le chiffrement Lorenz est beaucoup moins connu. Il était utilisé par les hauts dirigeants allemands pour communiquer entre eux alors qu'Enigma était utilisée au quotidien pour les autres types de communication.
Lorenz représentait chaque lettre par son code international de télé-scripteur à 5 bits. Chaque bit traversait deux clés de chiffrement intermédiaires, P et S. La clé P changeait à chaque opération alors que la clé S changeait au hasard, selon deux autres contrôles, M. L'addition de la lettre originale + P + S donnait la lettre chiffrée. Contrairement à Enigma, la machine de Lorenz pouvait coder chaque lettre de manière indépendante.

### Déchiffrement
Si les deux codes ont été déchiffrés, ils l'ont été de façon complètement différente. Enigma a été vaincue par une logique fondée sur la connaissance de son fonctionnement interne et sur l’exploitation des imprudences des chiffreurs allemands, permettant la recherche de solutions à l'aide de moyens mécaniques. Il ne s'agit pas de force brute proprement dite car les méthodes ne font pas l'essai de toutes les combinaisons possibles. Le code Lorenz a quant à lui été « cassé » :  l'algorithme permettant le déchiffrement direct du code a été trouvé.

### Colossus comparé à la Bombe

#### La Bombe
La Bombe a été conçue pour les attaques dites de force brute. Cette machine est une mise en série de plusieurs copies de machines Enigma. Elle abat le travail quotidien de dix mille décrypteurs. Une correspondance plausible (« crib ») entre texte clair et texte chiffré est simulée par la machine qui essaye une clef. Si plus d'une solution est obtenue en sortie, la clef est mauvaise. Quand toutes les connexions correspondent et ne donnent qu'une seule réponse, la Bombe s'arrête et la clé plausible est testée à la main. Si Enigma avait été utilisée correctement, il aurait fallu tester trop de combinaisons de trois lettres pour retrouver ainsi la clef. Les chiffreurs allemands commettaient des fautes, autant en gravité qu'en fréquence, qui réduisaient le nombre de clés plausibles à une quantité assez modeste pour être recherchée de la sorte.

#### Le Colossus
Le Colossus a été créé selon les exigences formulées par Max Newman et construit par une équipe dirigée par Tommy Flowers. Le code Lorenz utilisait un code binaire. L'attaque qui l'a vaincu démontrait que la bonne clé produisait un plus grand nombre de 0 que de 1 lors de l'addition de deux lettres consécutives identiques. De ce principe, Colossus calculait une clef qui produisait plus de 0 qu'une autre. Cette « clé transitoire » était appliquée au texte chiffré original. Le résultat était un texte « brouillé », encore illisible mais plus proche du texte clair recherché. En répétant ces opérations plusieurs fois, le texte brouillé devenait de plus en plus clair et finalement, devenait lisible. Un message était typiquement « cassé » en quelques heures.
Le texte clair était ainsi recalculé depuis le texte chiffré, sans récupérer la clé. Colossus a été conçu pour réaliser cette opération. Étant donné qu'il ne travaillait pas comme la machine de Lorenz, tout le concept de Colossus était différent de celui de la machine d'encodage-décodage originale.

## Reconstitution de la machine originale

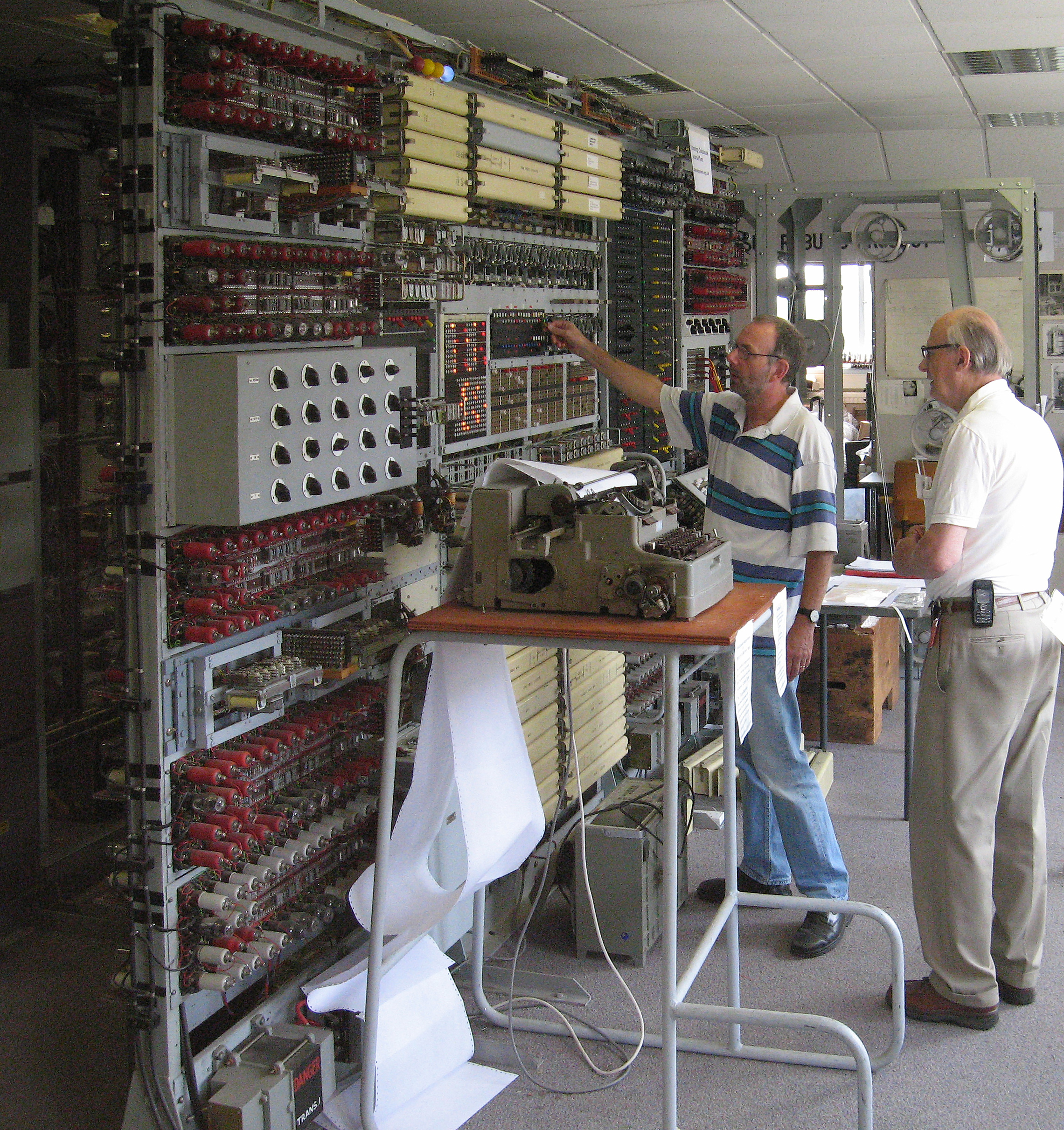
En 1994, une équipe dirigée par Tony Sale (à droite) débutait une reconstruction d'un Colossus à Bletchley Park (ici en 2006).

Des dix machines Colossus originales, huit ont été détruites après guerre afin que leur fonctionnement restât secret, les deux dernières le sont en 1960. Il faut attendre 1975 pour que le secret soit partiellement levé. Sur la base de plans illégalement conservés, le Britannique Tony Sale (en) conduit le projet de reconstruction d'une réplique d'un Colossus, qui fonctionnera pour la première fois en 1996, en présence de l'inventeur Tommy Flowers. Depuis lors, cette machine se visite au musée historique de Bletchley Park. Ce projet aboutit en novembre 2007, après quatorze ans de travail, à une compétition de décryptage entre radioamateurs.

## Philatélie
Le 19 février 2015, la poste britannique émet une série de timbres postaux nommées Inventive Britain avec notamment un timbre rendant hommage au Colossus.